# 程邦治
程邦治（1930年12月27日—），别号渊，生於安徽巢县，中華民國陸軍將領與政治人物，為二級上將。

## 經歷
成都中央军校第二十二期第二总队步兵科毕业。台湾三军大学战争学院战术班、兵学研究所毕业。1949年随部队在舟山、海南等地与人民解放军作战。1950年5月到台湾，任職陸軍特種作戰第四總隊第五大隊第三中隊中隊長、陸軍预备第八师副师长、陸軍步兵第六九师师长，陸軍第二军团司令部少将参谋长。1980年6月任陸軍步兵训练中心少将指挥官，陸軍步兵学校校长，陸軍第二十一军军长。1982年5月晉升陆军中将，任陸軍第十军团司令部副司令。1984年7月任陸軍马祖防卫司令部司令。1986年8月任陸軍第六军团司令部司令。1988年6月任陸軍金门防卫司令部司令。調任陸軍總司令部副總司令。1990年8月任國防部参谋本部副参谋总长。1991年7月晉升陆军二级上将。当选中國国民党第十三届中央候补委员等。1996年7月任總統府戰略顧問。